# The Great Shake
The Great Shake è il quarto album in studio del gruppo italiano Planet Funk, pubblicato il 20 settembre 2011.
L'album rappresenta un nuovo punto di partenza con l'ingresso nella band del nuovo cantante Alex Uhlmann, il primo in pianta stabile.

## Tracce
1. All Your Love
2. Another Sunrise
3. The Great Shake
4. How Should I Know
5. Just Another Try
6. Live It Up
7. Ora il mondo è perfetto (feat. Giuliano Sangiorgi)
8. The Other Side
9. You Remain

## Classifiche
| Paese  | Posizione raggiunta |
| ------ | ------------------- |
| Italia | 31                  |

## The Great Shake + 2
Il 13 marzo 2012 esce una nuova versione dell'album dal titolo The Great Shake + 2 che contiene, oltre tutti i brani di The Great Shake, anche la cover di These Boots Are Made for Walkin' di Nancy Sinatra (realizzata per il film La kryptonite nella borsa) e una nuova versione de Ora il mondo è perfetto con Giuliano Sangiorgi.